# Masaaki Takada
Masaaki Takada (高田 昌明?, Takada Masaaki; Prefettura di Chiba, 26 luglio 1973) è un ex calciatore giapponese, di ruolo difensore.